# Johnny Gray
Johnny Gray (Estados Unidos, 19 de junio de 1960) es un atleta estadounidense retirado, especializado en la prueba de 800 m en la que llegó a ser medallista de bronce olímpico en 1992.

## Carrera deportiva
En los JJ. OO. de Barcelona 1992 ganó la medalla de bronce en los 800 metros, con un tiempo de 1:43.97 segundso, llegando a meta tras los kenianos William Tanui y Nixon Kiprotich.